# 小行星3283
小行星3283（3283 Skorina）是一颗围绕太阳公转的小行星。1979年8月27日，尼古拉·切爾尼赫在克里米亚发现了此天体。
該小行星以白俄羅斯醫生法蘭斯克·斯卡利納命名。
这颗小行星的绝对星等为352.53985等。